# Иоахим Фридрих фон Мансфельд
Иоахим Фридрих, граф фон Мансфельд цу Фордерорт (нем. Joachim Friedrich Graf von Mansfeld zu Vorderort; 19 апреля 1581 — 29 апреля 1623) — германский граф, генерал шведской службы.
Иоахим Фридрих был сыном графа Бруно I фон Мансфельд и Кристины фон Барби-Мюлинген. Отец Бруно I — Филипп II фон Мансфельд — был братом наместника Нидерландов Петра Эрнста I (отца Петра Эрнста II фон Мансфельд, знаменитого генерала Тридцатилетней войны).
Сначала Иоахим Фридрих участвовал в боевых действиях в Венгрии, но ничем там себя не проявил. В 1605 году он поступил на службу к шведскому королю Карлу IX, и 11 сентября участвовал в штурме Дюнамюнде, но его три приступа были отбиты. Тогда он попытался взять Ригу, но тоже безуспешно. В битве при Кирхгольме командовал правым флангом шведской кавалерии, был ранен.
В 1607 году Мансфельд, самовольно разорвав заключённое ранее перемирие, захватил Вейсенштейн, в июле 1608 — Дюнамюнде, в сентябре — Феллин и Кокенгаузен. Далее он собирался пойти на Литву и занять Вильно, однако здесь его успехи закончились: в марте 1609 года он был разбит гетманом Ходкевичем под Ригой, летом — под Пернау и, наконец, 6 октября — у Гауи.